# Патэрсон
Па́тэрсон — существовавшая до 2010 года российская сеть продовольственных магазинов (универсамов). Штаб-квартира находилась в Москве. Поглощена X5 Retail Group с последующим ребрендингом магазинов сети.

## История
Основана в 1998 году.
Собственниками сети были братья Алексей и Константин Мауергаузы, каждому из которых принадлежало по 50 % в компании.
В ноябре 2009 года было официально объявлено о предстоящей продаже 100 % сети компании X5 Retail Group. Как ожидалось, сумма сделки составит $189,5 млн плюс $85 млн — покрытие долга «Патэрсона». В 2010 году магазины «Патэрсон» были переведены под другие торговые марки, принадлежащие X5 Retail Group (53 магазина были переведены под марку «Перекрёсток» и 22 — «Пятёрочка»). 4 декабря 2009 года X5 Retail Group N.V. объявила о закрытии сделки по приобретению 100 % бизнеса и активов сети универсамов «Патэрсон».

## Деятельность

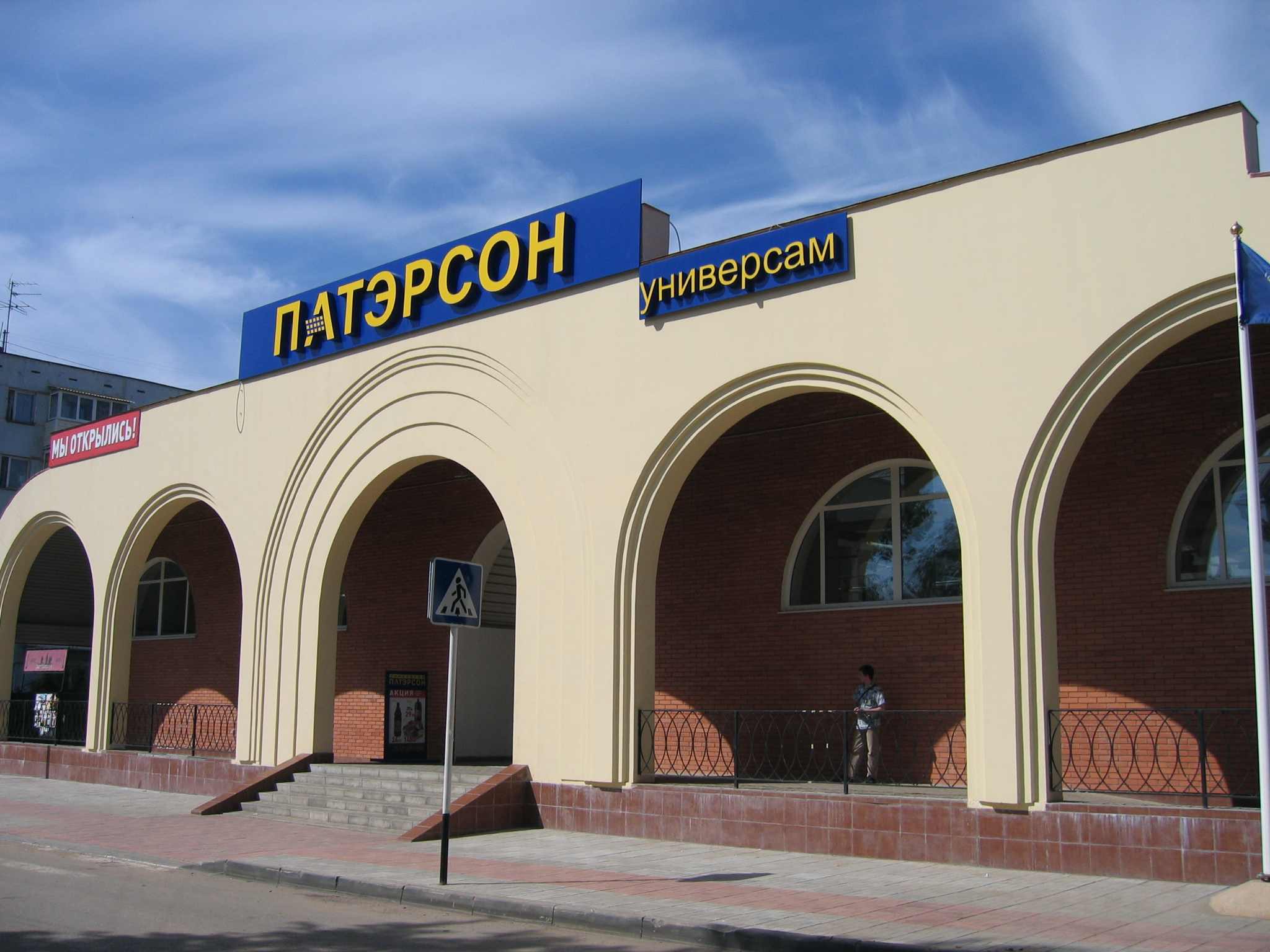
Универсам «Патэрсон» в Звенигороде

«Патэрсон» позиционировался как универсам для среднего класса. Первый универсам сети был открыт в московском микрорайоне Жулебино. В 2002 году универсамы «Патэрсон» открылись в Санкт-Петербурге и Твери. Также делались попытки сети выйти на украинский рынок, но компания быстро ушла с Украины.
Общая выручка сети «Патэрсон» в 2008 году составила 13,98 млрд руб., чистая прибыль — 8,55 млн руб.